# Basilique Saint-Pierre d'Avignon
Pour les articles homonymes, voir basilique Saint-Pierre et Église Saint-Pierre.
La basilique Saint-Pierre d'Avignon est une basilique catholique de style gothique située à Avignon sur la place Saint-Pierre. Édifiée à l'emplacement d'une première construction du VIIe siècle, sa reconstruction actuelle date de 1358.

## Histoire
Selon la tradition, un premier édifice fut construit au VIIe siècle et ravagé par les sarrazins. Sur ses ruines, Foulques II entame une reconstruction (la première mention dans les textes de l'église Saint-Pierre date de cette époque). 
C'est la générosité du cardinal Pierre des Prés, en 1358, qui permet la construction de bâtiments de chanoine et du cloître, aujourd'hui disparu. Le pape Innocent VI l'érige en collégiale au XIVe siècle.
Au XVe siècle, la nef fut allongée et dotée de nouvelles chapelles. Le parvis date de 1486, le clocher de 1495. Les décors de la façade débutent en 1512.
Dès 1840, elle fut classée monument historique.
Le 4 mai 2012, le pape Benoît XVI confère à la collégiale Saint-Pierre le titre de basilique mineure. Ses remarquables portes en bois sculpté donnent sur la place Saint Pierre, non loin de la maison et l'imprimerie de la maison Aubanel.

## Architecture

### Le clocher
Datant de 1495, par Jean-Baptise Lécuyer, sur un plan de type "avignonnais", la tour est de base carrée, surmontée d'un tambour octogonal et d'une flèche à crochets.

### La façade
Achevée en 1524 sur une étude de Philippe Garcin, elle est faite par Nicolas Gasc et Perrin Souquet. Cette façade élancée est encadrée par deux tourelles. Les portes monumentales en noyer massif sculptées par Antoine Volard (1551) sont séparées par une Vierge à l'Enfant attribué à Jean Péru.

### L'intérieur
De forme classique, l'intérieur contient 6 chapelles latérales, en plus des fonts baptismaux :
- Chapelle Saint Antoine de Padoue
- Chapelle du Bienheureux Pierre de Luxembourg (reliques)
- Chapelle du Sacré-Cœur
- Chapelle de Saint-Pierre
- Chapelle Notre-Dame de Lourdes
- Chapelle de saint Jean Paul II

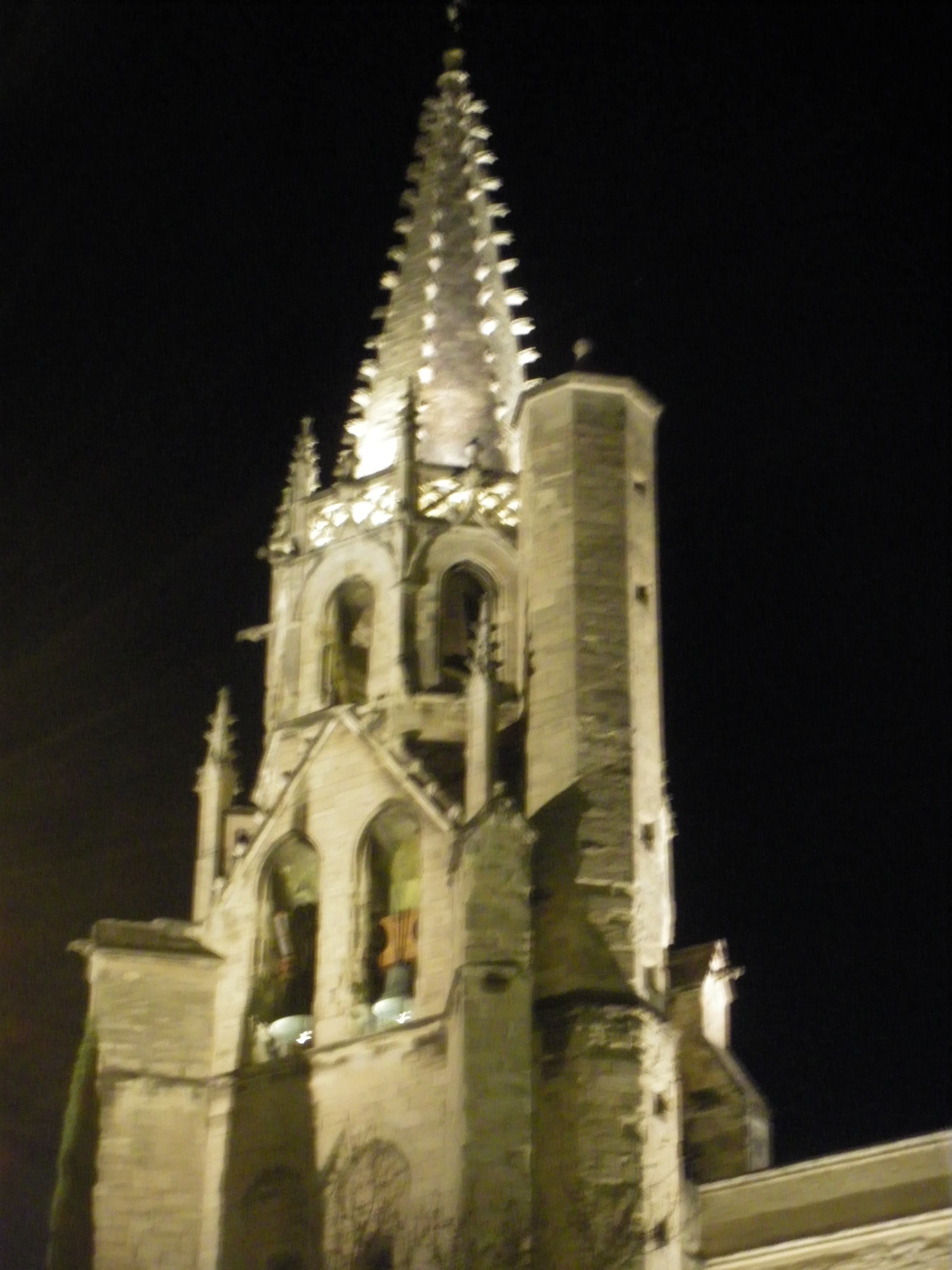
Clocher de l'église Saint Pierre
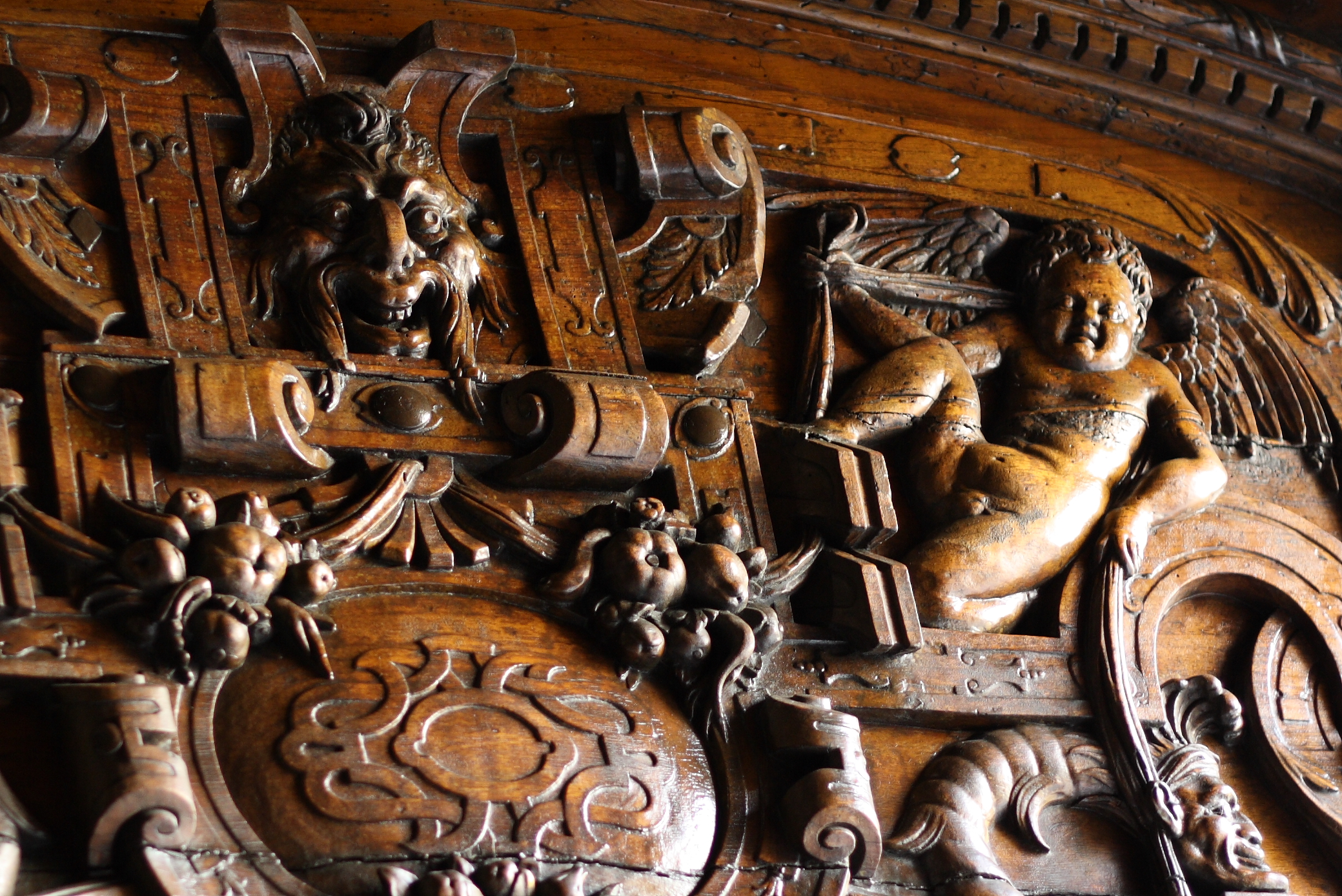
détail des portes monumentales en noyer d'Antoine Vollard, 1551

## Œuvres d'art
- Sainte Barbe et Sainte Marguerite adorant le Saint Sacrement de Nicolas Mignard (1652)
- L'Adoration des bergers et l'Immaculée Conception de Simon de Châlons (vers 1550)
- Boiseries dorées du chœur (1670) sur les dessins de Fr. de la Valfenière
- Retable de Perrinet Parpaille (1526)
- Autel en bois doré du XVIIIe siècle, dépôt de la Fondation Calvet
- La mise au tombeau de la famille des Galliens (1431)
- La Remise des clés à saint Pierre, Les quatre Docteurs de l'Église, 1634 de Guillaume Grève

Œuvre de fin de carrière, le retable principal de Saint-Pierre met en scène un sujet déjà traité par Grève quatorze ans auparavant pour la collégiale de Six-Fours dans le Var. A l'évolution classique de l'art du maître s'ajoute la trace de la probable collaboration de son neveu Guillaume.
- Saint Pierre marchant sur les eaux, Pierre Duplan, 1589
- La sainte Famille, sainte Agathe et sainte Marguerite de Guillaume-Ernest Grève,  (1614 ?)

Un ancien maître-autel de la collégiale, du XVIIe siècle, est maintenant installé à l'Église Notre-Dame-de-Bon-Repos de Montfavet.

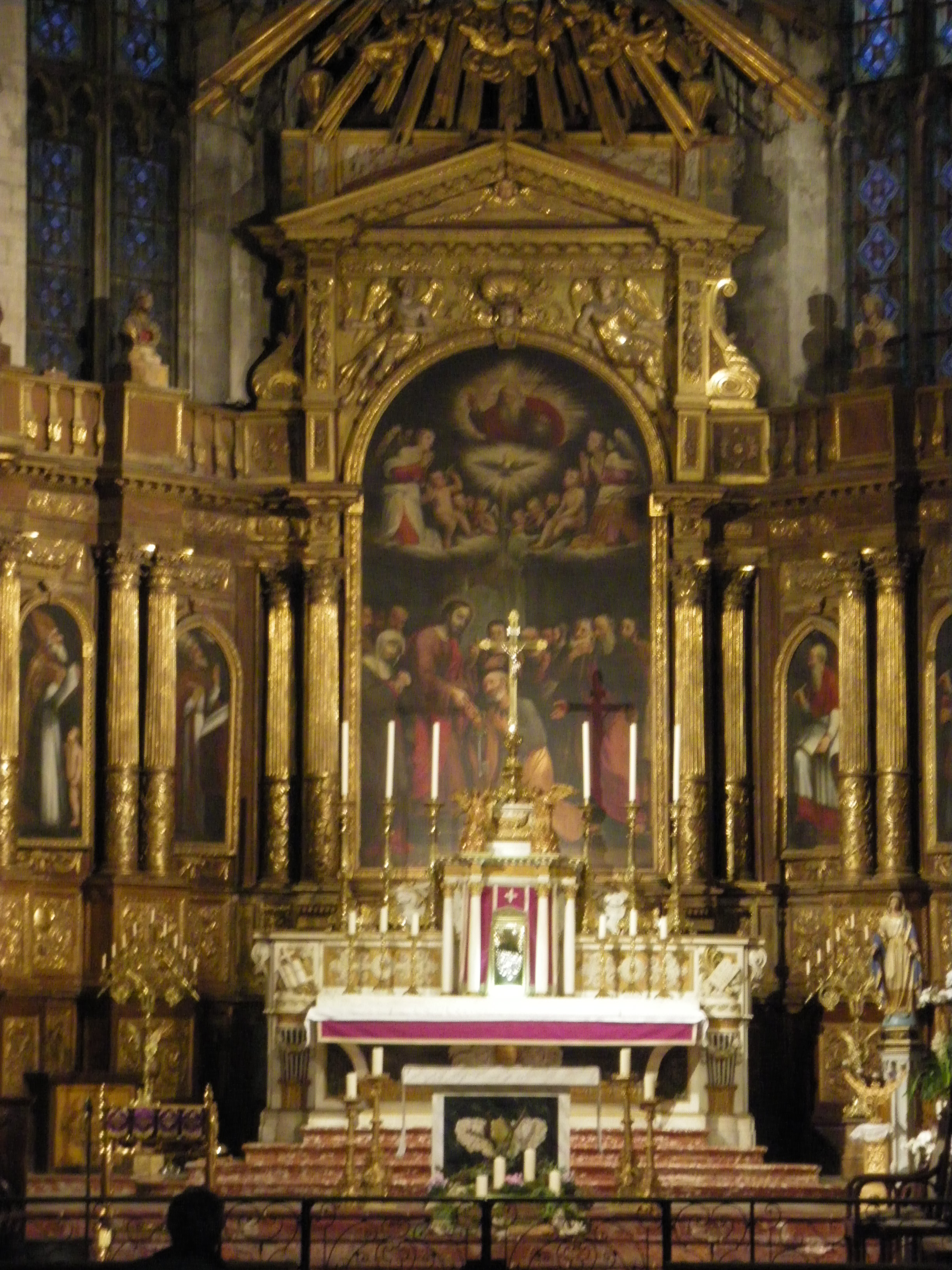
Retable de François de Royers de la Valfenière 1634
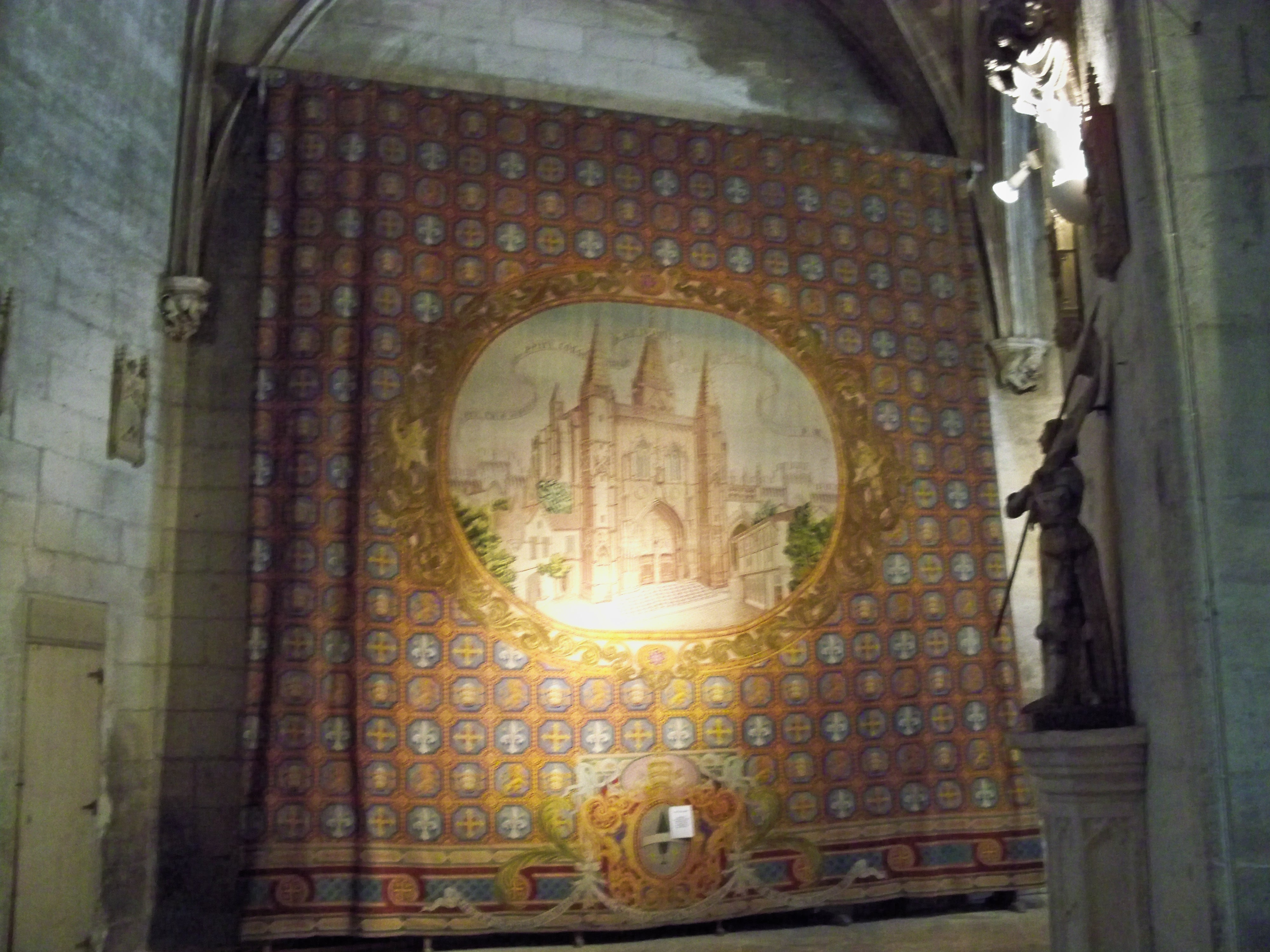
tapis de chœur (XIXe siècle).
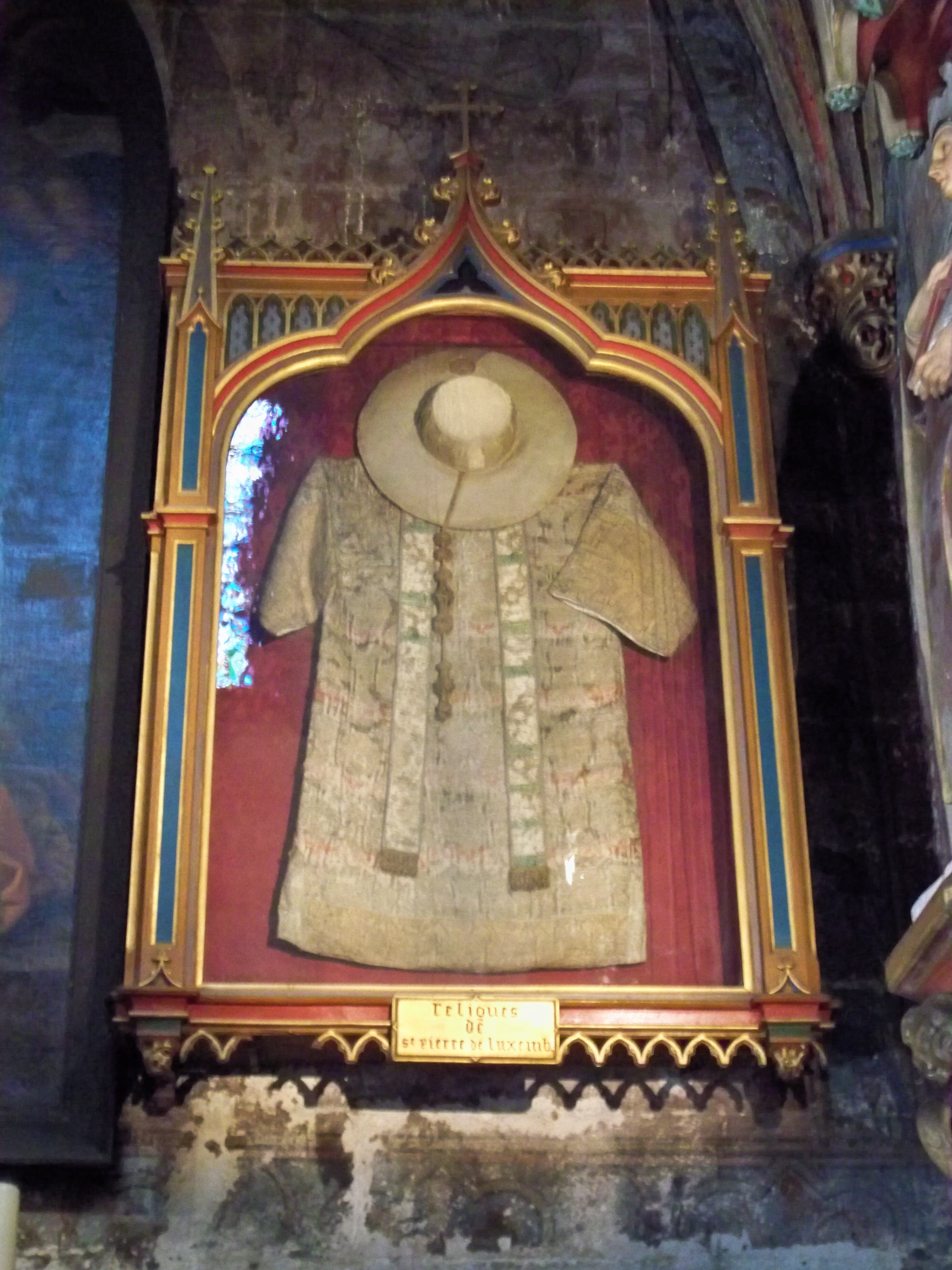
reliques du Bienheureux cardinal Pierre de Luxembourg, dalmatique, étole et chapeau cardinalice, XIV°s.
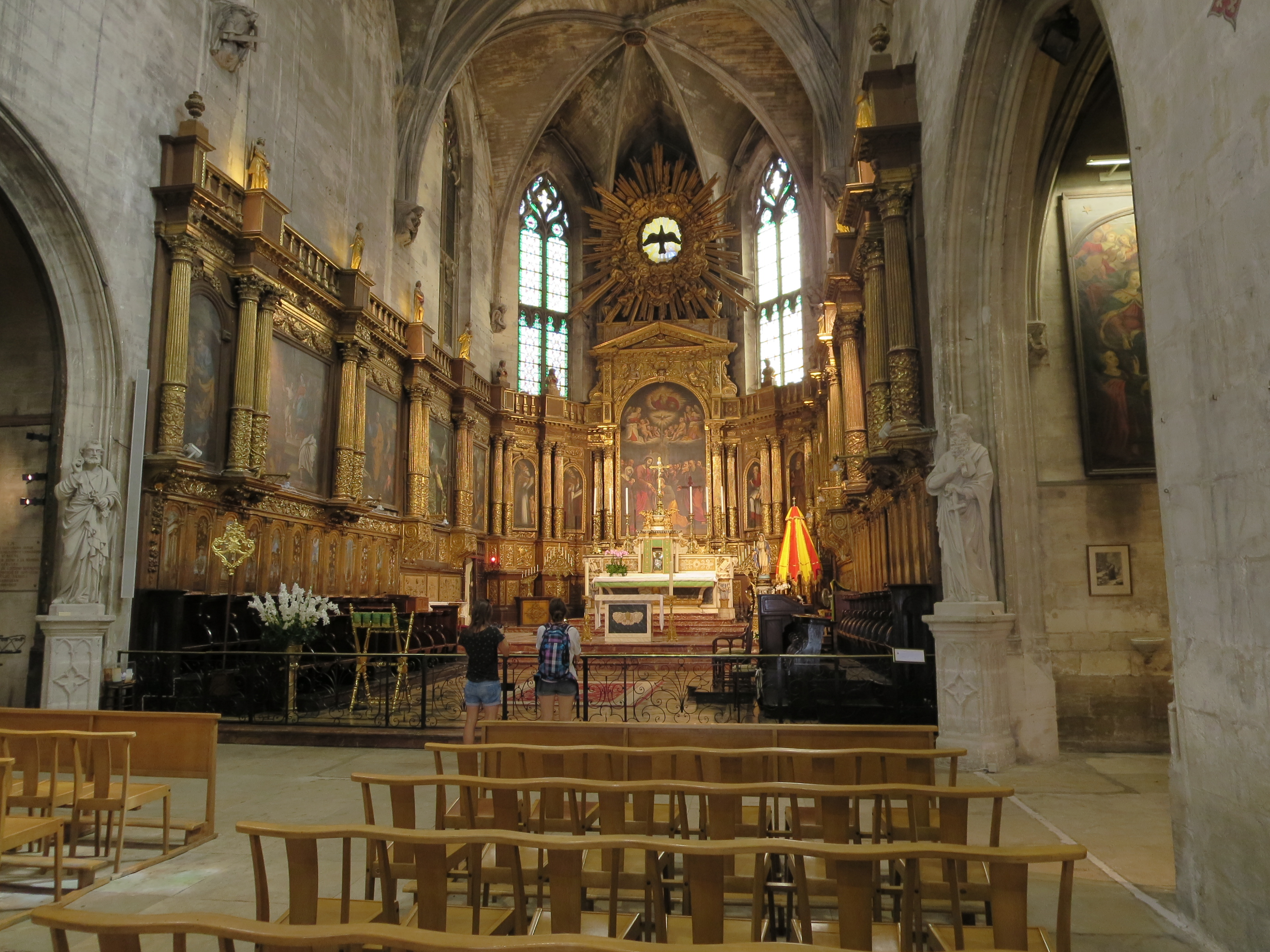
Chœur en bois doré du XVIIe siècle dessiné par Etienne Martelange.
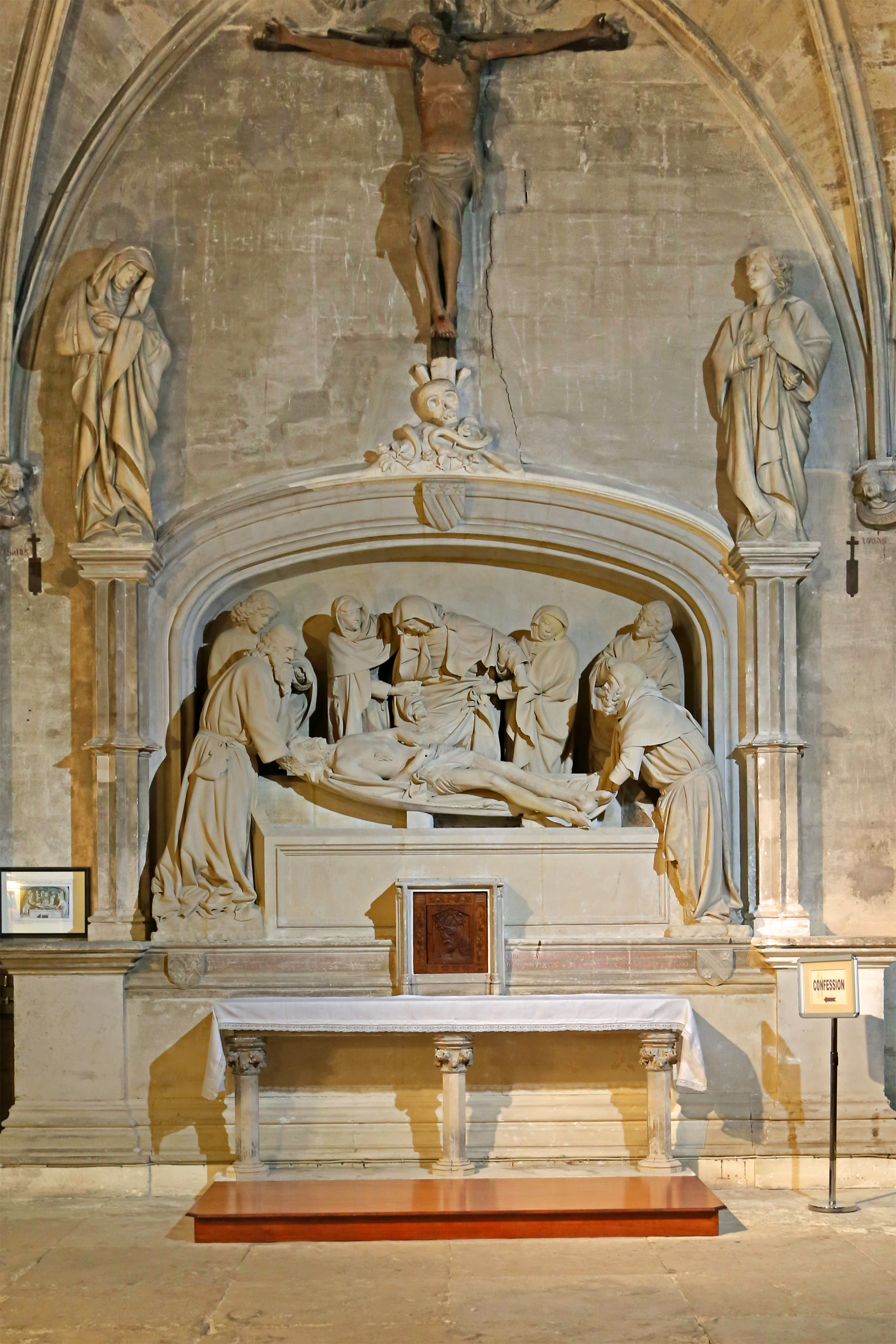
Mise au Tombeau de la famille Galliani (Galléan), attribuée à Jacques Morel (1431)

Antoine Le Moiturier avait élevé un grand retable dans le chœur de la collégiale à partir de 1461 dont il ne subsiste que quelques vestiges derrière les boiseries dorées.

## Orgue

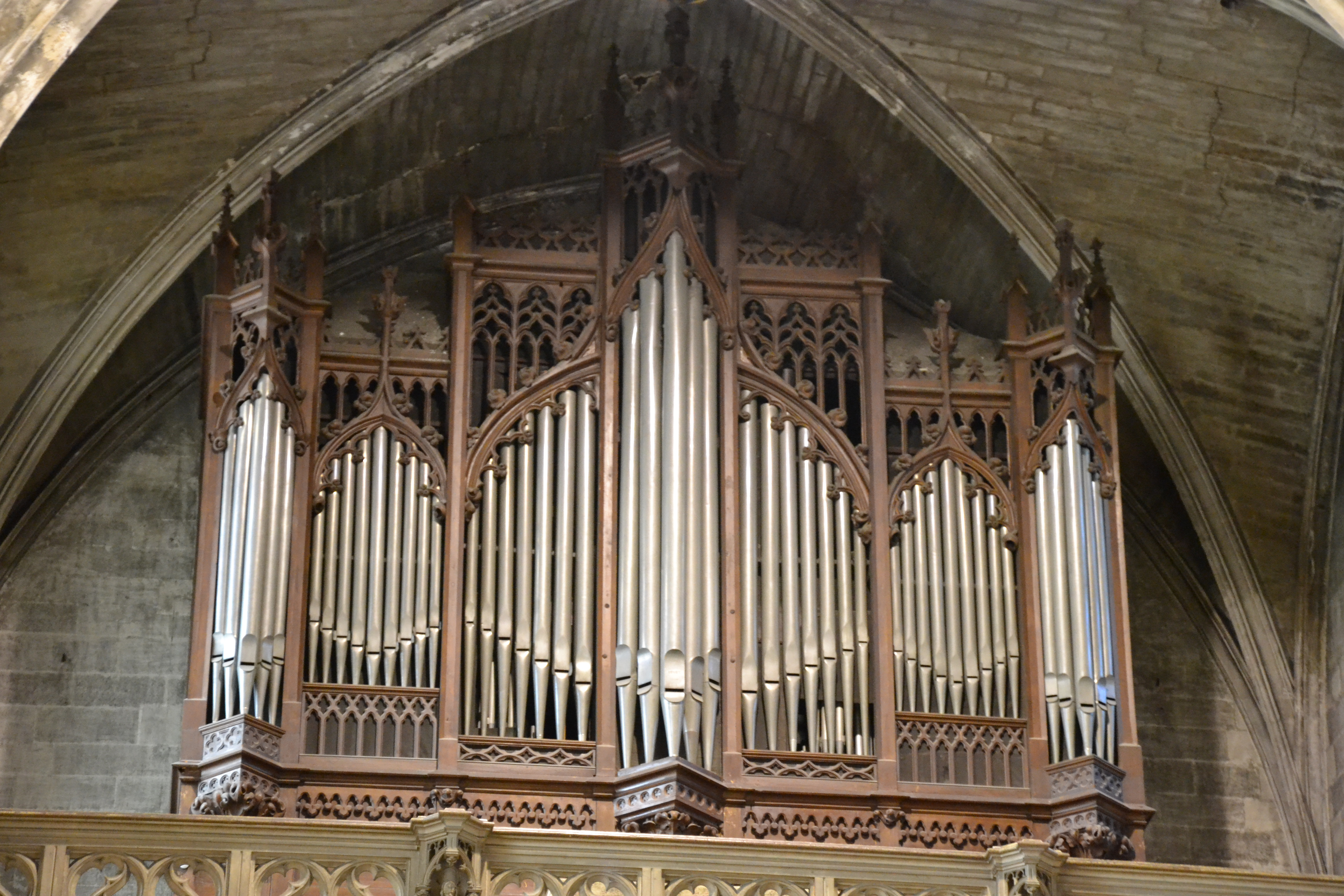
grand-orgue de la basilique Saint-Pierre, de Théodore Puget, 1862